# Nicoleta-Ancuţa Bodnar
Nicoleta-Ancuţa Bodnar (Vatra Moldoviței, 25 settembre 1998) è una canottiera rumena, campionessa olimpica nel due di coppia a Tokyo 2020.

## Biografia
Ha fatto parte, con Simona Radiș del due di coppia rumeno, uno dei più vincenti dei primi anni 2020, capace di aggiudicarsi l'oro Giochi olimpici estivi di Tokyo 2020 nel due di coppia. Due titoli iridati a Račice 2022 e Belgrado 2023, oltre che l'argento a Ottensheim 2019. Quattro titoli continentali agli europei di Poznań 2020, Varese 2021, Monaco di Baviera 2022 e Bled 2023. A Monaco di Baviera 2022 si è aggiudicata anche l'oro nell'otto.

## Palmarès
- Giochi olimpici estivi

Tokyo 2020: oro nel 2 di coppia;
Parigi 2024: argento nel 2 di coppia;
- Mondiali

Ottensheim 2019: argento nel 2 di coppia;
Račice 2022: oro nel 2 di coppia;
Belgrado 2023: oro nel 2 di coppia;
- Europei

Lucerna 2019: argento nel 2 di coppia;
Poznań 2020: oro nel 2 di coppia;
Varese 2021: oro nel 2 di coppia;
Monaco di Baviera 2022: oro nel 2 di coppia; oro nell'otto;
Bled 2023: oro nel 2 di coppia;